# Omar Agrebi
Omar Agrebi (ur. 26 sierpnia 1992 w Safakisie) – tunezyjski siatkarz, grający na pozycji środkowego. Obecnie występuje w drużynie Club Sportif Sfaxien.

## Sukcesy klubowe
Klubowe Mistrzostwa Arabskie:
- 2013
- 2016

Klubowe Mistrzostwa Afryki:
- 2013
- 2014

Puchar Tunezji:
- 2013

Mistrzostwo Tunezji:
- 2013
- 2018
- 2014, 2015, 2016, 2019

## Sukcesy reprezentacyjne
Mistrzostwa Arabskie Kadetów:
- 2009

Mistrzostwa Afryki Juniorów:
- 2010

Mistrzostwa Afryki:
- 2017[1][2], 2021